# Schule Dohler Straße

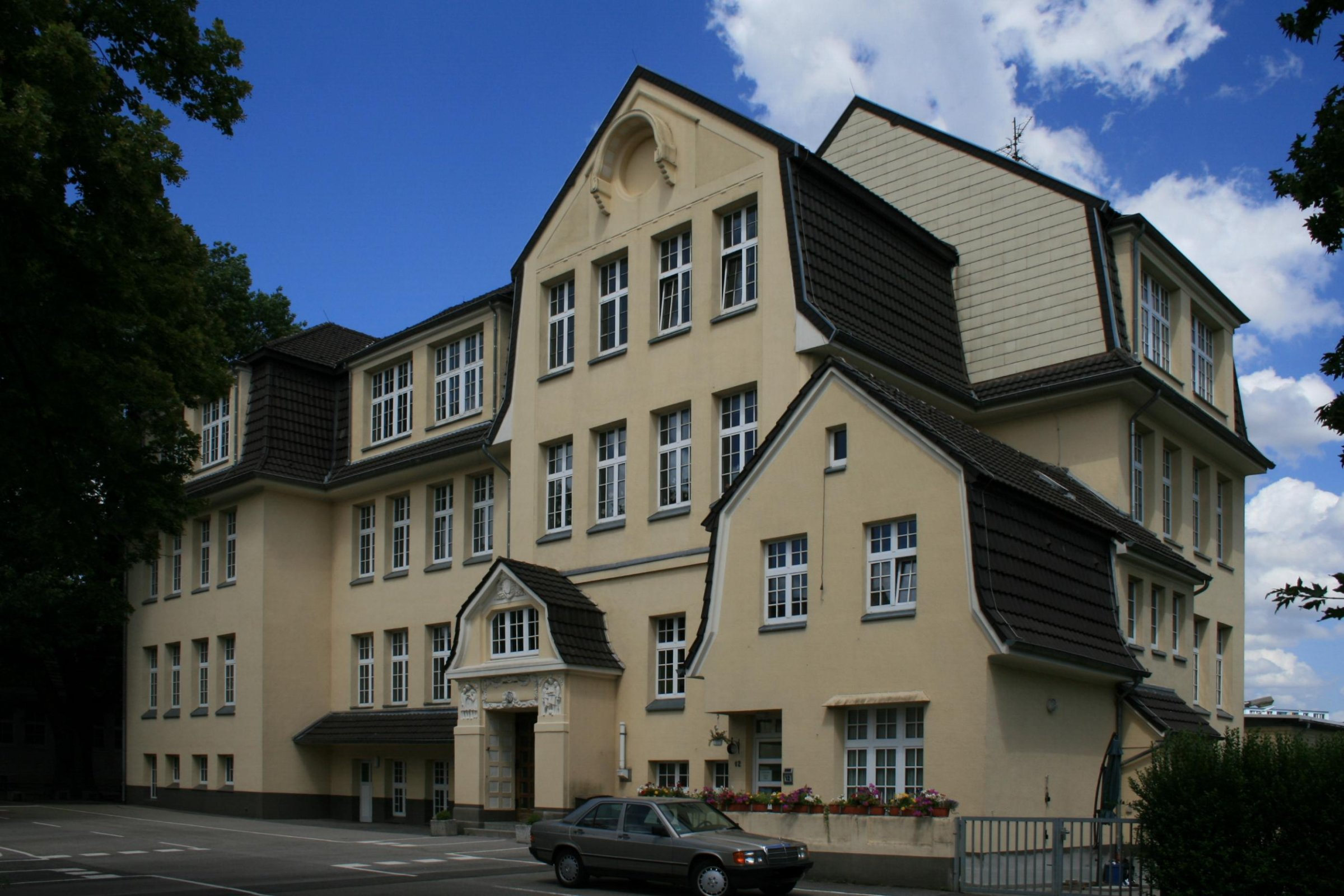
Schule mit Turnhalle (2010)

Die Schule Dohler Straße steht im Stadtteil Bonnenbroich-Geneicken in Mönchengladbach (Nordrhein-Westfalen), Dohler Straße 12.
Das Haus wurde 1909/1910 erbaut. Die Schule mit ihrer Turnhalle ist unter Nr. D 012 am 3. November 1993 in die Denkmalliste der Stadt Mönchengladbach eingetragen worden.

## Architektur
Das Objekt Schulgebäude mit Hausmeisterwohnung und Turnhalle wurde im Jahre 1909/10 und 1922 errichtet und liegt nördlich der Straßenkreuzung Dohler Straße/Schlossstraße auf einem Eckgrundstück. Der zweieinhalbgeschossige Putzbau steht unter einem Mansarddach. Im südwestlichen Bereich des Schulareals liegt die langgestreckte Turnhalle mit seitlich vorspringendem, kleinen Anbau. Die Giebelform und die aus Gliederungselementen eingesetzte Pilaster zitieren klassizistische Stilformen.